# Nokia 1600
El Nokia 1600 es un móvil distribuido por Nokia en el año 2005.
Con funciones muy básicas como, mensajes de texto e imagen en SMS y llamadas de voz GSM. También posee un reloj parlante usado como despertador o simplemente para escucharlo recitar la hora. 

## Características
- GSM banda dual (900 y 1800 MHz Europa, 850/1900 América)
- Lanzamiento: 2005
- Batería : interna de Li-ion 900 mAh (BL - 5C)
  - Tiempo de espera : hasta 450 h
  - Tiempo de conversación : hasta 330 min
- Pantalla : Color de 96 x 68 pixels y 16 bits (65.536 colores)
- Tamaño : 104 x 45 x 17 mm (4.09 x 1.77 x 0.67 pulgadas)
- Peso : 80 g
- Carcasa : redondeada CLIPit (carcasas intercambiables). En el frontal, bajo la pantalla, 2 botones de funcionalidad en pantalla y D-Pad, descolgar y colgar y keypad telefónico estándar. En la base, conector Easy Flash.
- Antena : integrada
- Tarjeta SIM : interna
- Mensajes : SMS, mensajes con imágenes, Instant Messaging (EE. UU.) y Mobile QQ (China)
- Timbres : polifónicos, calidad AAC
- Juegos : trae de serie 3 juegos (la combinación depende del área): Snake Xenzia, Dice, Cricket Cup, Pocket Carrom, Soccer League, Adventure Quiz, Rapid Roll

## Diseño
El diseño del Nokia 1600 es compacto. Las combinaciones de colores distribuidas son por un lado: negro con gris oscuro, y por otro lado, la combinación de gris claro con negro.
Teclas numéricas divididas en dos secciones. Superior contiene los números del 1 al 6 e Inferior contiene números del 7 al 9 incluyendo *, 0 y tecla #. 

## Pros y contras

### Pros
- Compacto y resistente
- De manejo fácil y divertido
- Menú Intiuitivo y apps que facilitan su uso
- Incluye una aplicación de demostración para facilitar su uso sin sim
- Función reloj con voz
- Compositor de melodías al igual que el 1112 (su antecesor) pantalla de 96x68p a 123ppi

### Contras
- No tiene tonos MP3, son polifónicos AAC
- Carece de navegador WAP y cables de conexión al PC
- El conector en la parte inferior no es un miniUSB es un conector Easy Flash usado para hacer configuraciones por parte del servicio técnico y no es fácil de conseguir
- No posee Galería

- Datos: Q1611694
- Multimedia: Nokia 1600 / Q1611694